# Nykøbing Cricket Club
Nykøbing Cricket Club (NCC) blev stiftet i 1898 i Nykøbing Mors. De første cricketkampe blev spillet på datidens boldbane ved strandpavillonen. Omkring 1950 flyttede klubben til den nuværende lokalitet på Ørodde ved indsejlingen til Nykøbing Mors.